# Фиљијеи (Бјела)
Фиљијеи је насеље у Италији у округу Бијела, региону Пијемонт.
Према процени из 2011. у насељу је живело 66 становника. Насеље се налази на надморској висини од 324 м.